# Церква святих апостолів Петра і Павла (Іква)
Церква святих апостолів Петра і Павла в Ікві — парафія і храм 2-го Кременецького благочиння Тернопільської єпархії Православної церкви України в селі Іква Кременецький району Тернопільської области.

## Історія церкви
До 1992 року мешканці села Іква відвідували храм у Великих Бережцях. У 1992 році вони розпочали будівництво власної церкви.
У 1999 році будівництво було завершено. На свято святих апостолів Петра і Павла єпископ Тернопільський і Кременецький Іов освятив іконостас.
У 2002–2004 роках іконописець П. Бас розписав храм. На свято святих апостолів Петра і Павла розпис освятив архієпископ Тернопільський і Кременецький Іов.

## Настоятелі
- о. Володимир Касько (1996),
- прот. Андрій Івахів (з липня 2002),